# SARS-CoV-2 ve vodě

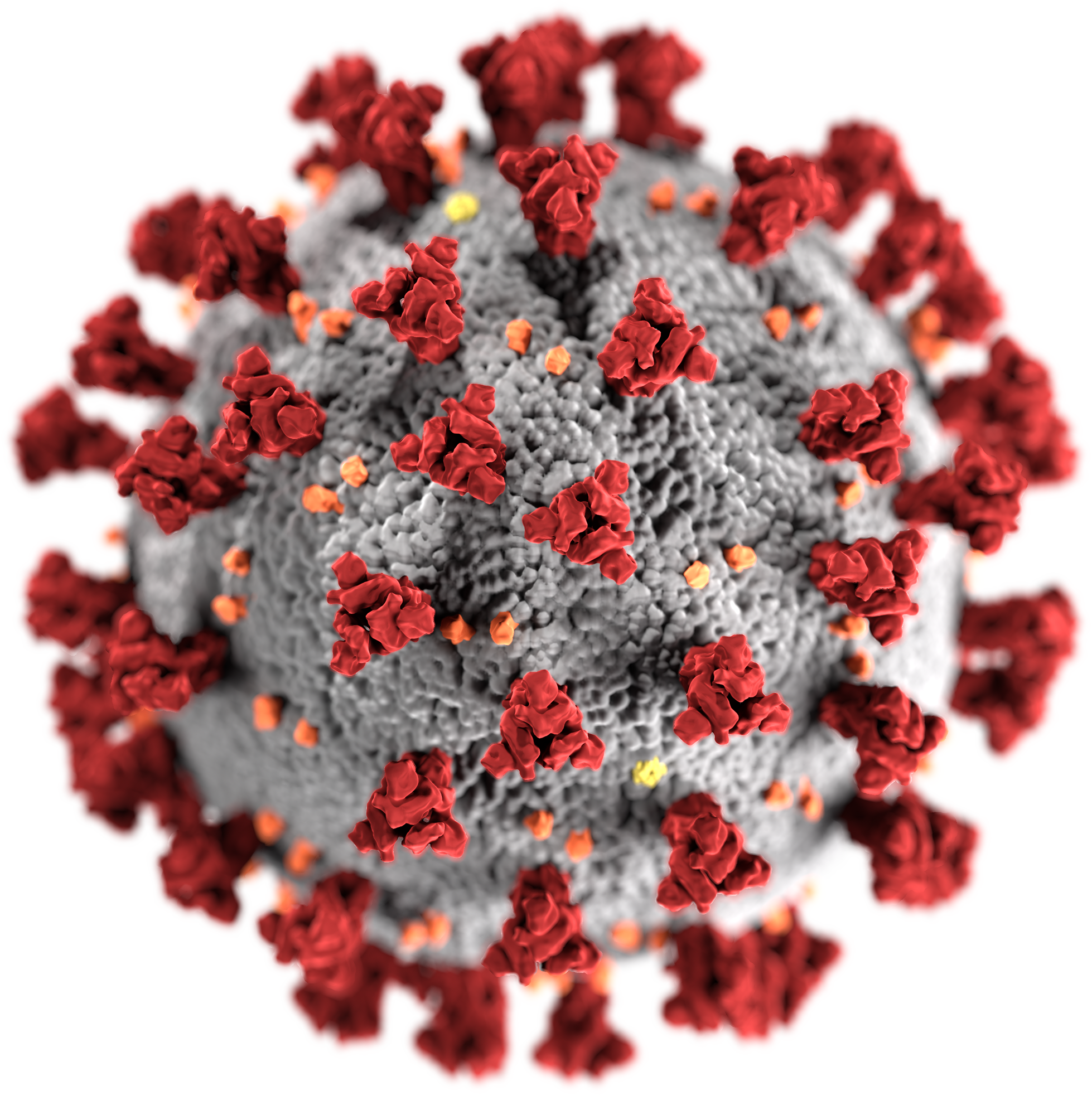
Morfologie virového obalu virionu koronaviru SARS-CoV-2

Vir SARS-CoV-2, který v letech 2019–2020 způsobil celosvětovou pandemii onemocnění covid-19, se může za určitých podmínek vyskytnout ve vodě. I když byla prokázána přítomnost tohoto koronaviru například v odpadní vodě jdoucí z nemocničních infekčních oddělení nebo v kanalizačním systému měst s vysokým počtem nakažených, nebyl dosud (duben 2020) zaznamenán žádný případ nákazy z infikované vody.

## Výskyt v odpadní vodě
Až u 10 % pacientů pozitivně testovaných na přítomnost koronaviru se v prvních dnech nákazy projevují průjmy, což znamená potenciální přenos viru skrz výkaly do kanalizační sítě. Přítomnost viru ve stolici byla prokázána u více než poloviny pacientů a do kanalizačního systému se může od jednoho infikovaného denně dostat až 11 miliard částic. Tato čísla mohou být eventuálně použita pro vyčíslení počtu pozitivních osob v dané kanalizační oblasti.
Studie několikrát jednoznačně prokázaly přítomnost RNA tohoto typu koronaviru v nevyčištěných odpadních vodách nejen z nemocničních infekčních jednotek, ale i v kanalizačních systémech. V případě laboratorní teploty (20 °C) byla aktivita viru prokázána po dobu dvou dní, avšak v případě nízké teploty okolo 4 °C byla zaznamenána aktivita koronaviru až po dobu 14 dnů. Při teplotách vyšších než 20 °C však dochází k rychlé degradaci tohoto genetického materiálu.
Během čištění odpadní vody by však mělo dojít ke zničení koronaviru a vyčištěná odpadní voda by tedy neměla být infekčním zdrojem. Do dubna 2020 tak nebyl znám žádný případ, kdy by došlo k nakažení onemocněním covid-19 skrz odpadní vodu. Problémem však mohou být povrchy sanitárních zařízení.

## Výskyt v pitné vodě
Do technologie úpravy pitné vody se může koronavirus dostat v případě použití povrchových vod (typicky řeky), které slouží jako recipienty pro nečištěné vody odpadní. Koronavirus je velmi náchylný na použití oxidačních činidel (včetně činidel na bázi chloru) – potenciálně infikovaná voda lze dezinfikovat působením 0,5 mg/l chloru (například ve formě chlornanu sodného) po dobu 30 minut při pH větším než 8. V případě úpravy pitných vod tak dochází k jeho zničení při hygienickém zabezpečení v závěrečné fázi úpravy pitné vody. Do dubna 2020 tak nebyl znám žádný případ, kdy by došlo k nakažení onemocněním covid-19 skrz pitnou vodu.

## Výskyt v přírodních vodách
V případě kontaminace přírodní vody je zaznamenána aktivita koronaviru po zhruba dalších 13 dní (velmi podstatným ovlivňujícím parametrem je však teplota). Do dubna 2020 nebyl znám žádný případ, kdy by došlo k nakažení onemocněním covid-19 skrz povrchovou (řeky, jezera) či podzemní vodu.